# DDF Crew
DDF Crew is een Belgische Double Dutch crew die ontstond in 2003 en sindsdien wereldwijd optreedt. Ze kregen landelijk en Nederlandse bekendheid door hun deelname aan Holland's Got Talent in 2012 die ze op 1 juni 2012 wonnen.

## Biografie

### 2003-2012: Formatie en Start
DDF Crew is opgericht door de drie broers Ben, Loïc en Simon Mahy en Andy Van Beneden op 5 september 2003, en traden vervolgens jarenlang op in meer dan 35 landen. DDF werd populair over de hele wereld met de muziek video Rise Up en vele internationale tv-programma’s. Ze hebben een flink aantal referenties: DDF Crew uitgevoerd bij de eerste Formule 1 Grand Prix in Abu Dhabi, ze waren het laatste bedrijf in de jaarlijkse gala van de Russische Staatscircus Rosgoscirk, ze deden 8 BBC shows, DDF gestart met een nieuwe Mazda auto launche op de beroemde auto expositie in Genève. Jaarlijks hebben ze ze ongeveer 150 shows.
De internationale doorbraak kwam door hun medewerking in 2007 aan de videoclip van Rise Up van Yves Larock.  Dat jaar zaten ze ook in de clip van King on the dancefloor van Kiana.
Ook de optredens gedurende het All Stars Game basketbalevent in het Palais Omnisports de Paris-Bercy en de nationale Hip Hop kampioenschappen in Tokio zorgden voor grote media-aandacht.
In december 2008 haalden het jump rope team de tweede plaats in de internationale Double Dutch Holiday Classic competitie die doorging in het beroemde Apollo Theater in Harlem, NY. In juni 2009 had DDF Crew twee optredens in de BBC programma's Jump Nation en Skate Nation. De crew mocht in oktober 2009 optreden bij het openingsfeest van het Formule 1 "Yas Marina Circuit" in Abu Dhabi.
Intussen heeft de groep met een show die rope skipping kruist met streetdance al opgetreden in Australië, België, Duitsland, Frankrijk, Hongarije, Japan, Maleisië, Marokko, Nederland, Portugal, Rusland, Singapore, Slowakije, Spanje, Verenigde Arabische Emiraten, Verenigde Staten, Verenigd Koninkrijk, Zuid-Korea en Zwitserland.

### 2012–heden: Holland's Got Talent en doorbraak
Tijdens hun deelname aan Holland's Got Talent kregen ze tijdens de audities een van de vier (en later blijkt vijf) golden tickets. Hierdoor mocht de DDF Crew meteen naar een van de vier liveshows. Tijdens de derde liveshow kreeg de DDF Crew de meeste stemmen en werden direct naar de finale toegestuurd. De finale werd uiteindelijk door de DDF Crew gewonnen en wonnen hiermee een ticket naar Las Vegas om hier op te treden in V The Ultimate Variety Show. Opmerkelijk is dat de DDF Crew van origine Vlaams zijn en dus geen "Holland's Got Talent" zijn. Kort na de finale begonnen in Vlaanderen de audities voor Belgium's Got Talent.